# Caminho rápido
Caminho rápido é um termo usado em ciência da computação para descrever um caminho com menor comprimento de instrução através de um programa em se comparando ao caminho normal. Para que um caminho rápido seja eficaz, ele deve lidar com as tarefas corriqueiras de forma mais eficiente do que o procedimento usual, deixando que este último lide com casos fora da curva, extremos, tratamento de erros entre outras anomalias. Os caminhos rápidos são uma forma de otimização.
Por exemplo, o hardware de roteamento de pacotes dedicado usado para construir redes de computadores geralmente cuida dos tipos mais comuns de pacotes no hardware, com outros tipos passados para o "caminho lento", que é geralmente implementado pelo software em execução no processador de controle. Por exemplo, pacotes com informações especiais de controle, pacotes com erros ou pacotes direcionados ao próprio dispositivo em vez de serem roteados para outro lugar seriam passados para o caminho lento. O caminho lento é mais flexível e pode lidar com qualquer tipo de pacote.
Mesmo em software puro, implementações específicas foram desenvolvidas que aproveitam o conceito de caminho rápido para maximizar o desempenho do processamento dos pacotes. Nessas implementações, a pilha de rede é dividida em duas camadas e a camada inferior processa a maioria dos pacotes recebidos fora do ambiente do sistema operacional (SO) sem incorrer em nenhuma sobrecarga do SO que degradaria o desempenho geral. Somente os pacotes mais incomuns, que exigem processamento complexo, são encaminhados para a pilha de rede do sistema operacional, que executa as funções necessárias de gerenciamento, sinalização e controle.
Alguns controladores RAID de hardware implementam um "caminho rápido" para acesso de gravação que ignora o cache do controlador em determinadas situações. Isso tende a aumentar o IOPS, especialmente para unidades de estado sólido.
Para que um caminho rápido beneficie a operação de processamento, ele deve tratar a maioria das operações. Isso ocorre porque o próprio teste de "caminho rápido ou caminho lento" retarda o caminho lento. Uma maneira comum de realizar um ataque de negação de serviço é inundar um dispositivo com pacotes que exigem o uso do caminho lento.